# Maretia
Maretia és un gènere d'eriçons de mar,(equinoderms) pertanyents al ordre Spatangoida i la família Maretiidae.
Aquests eriçons de mar són irregulars, ja que la boca es troba a la part davantera de la part inferior de l'animal, mentre que l'anus es troba en posició final posterior, són fortament aplanats i a diferència dels cidaris no són esfèrics.

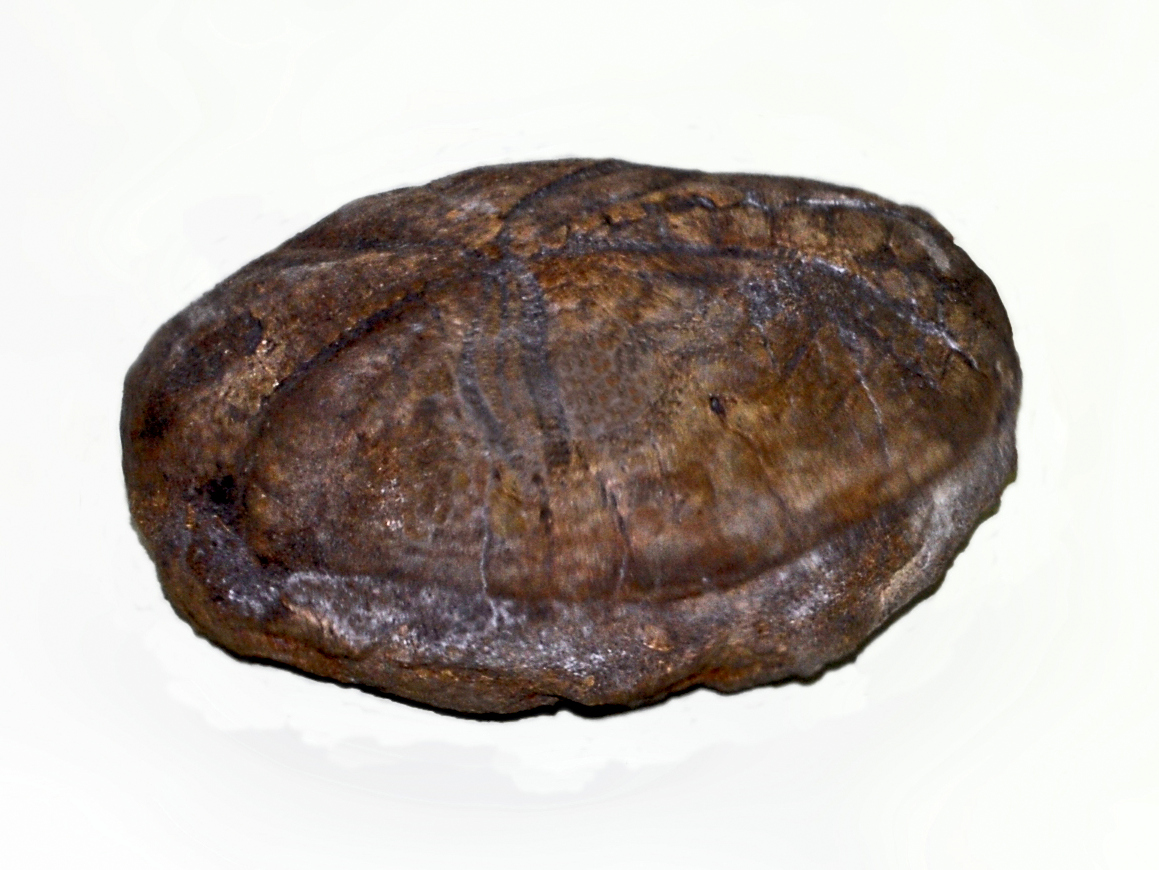
Fòssil de Maretia del Miocè d'Itàlia.

Els fòssils de Maretia es troben en estrats marins des de l'Eocè fins al Quaternari (interval d'edat: des de fa 40,4 a 0,012 milions d'anys.) Els fòssils es coneixen d'algunes localitats de Regne Unit, Estats Units, Alemanya, Espanya, Cuba, Indonèsia, Nova Zelanda, Eritrea i Grècia.

## Espècies
- Maretia carinata Bolau, 1873
- Maretia cordata Mortensen, 1948
- †Maretia estenozi Sánchez Roig, 1926
- Maretia planulata (Lamarck, 1816)[5]